# Розвиток техніки і технології розробки морських родовищ вуглеводнів
Розвиток техніки і технології розробки морських родовищ вуглеводнів

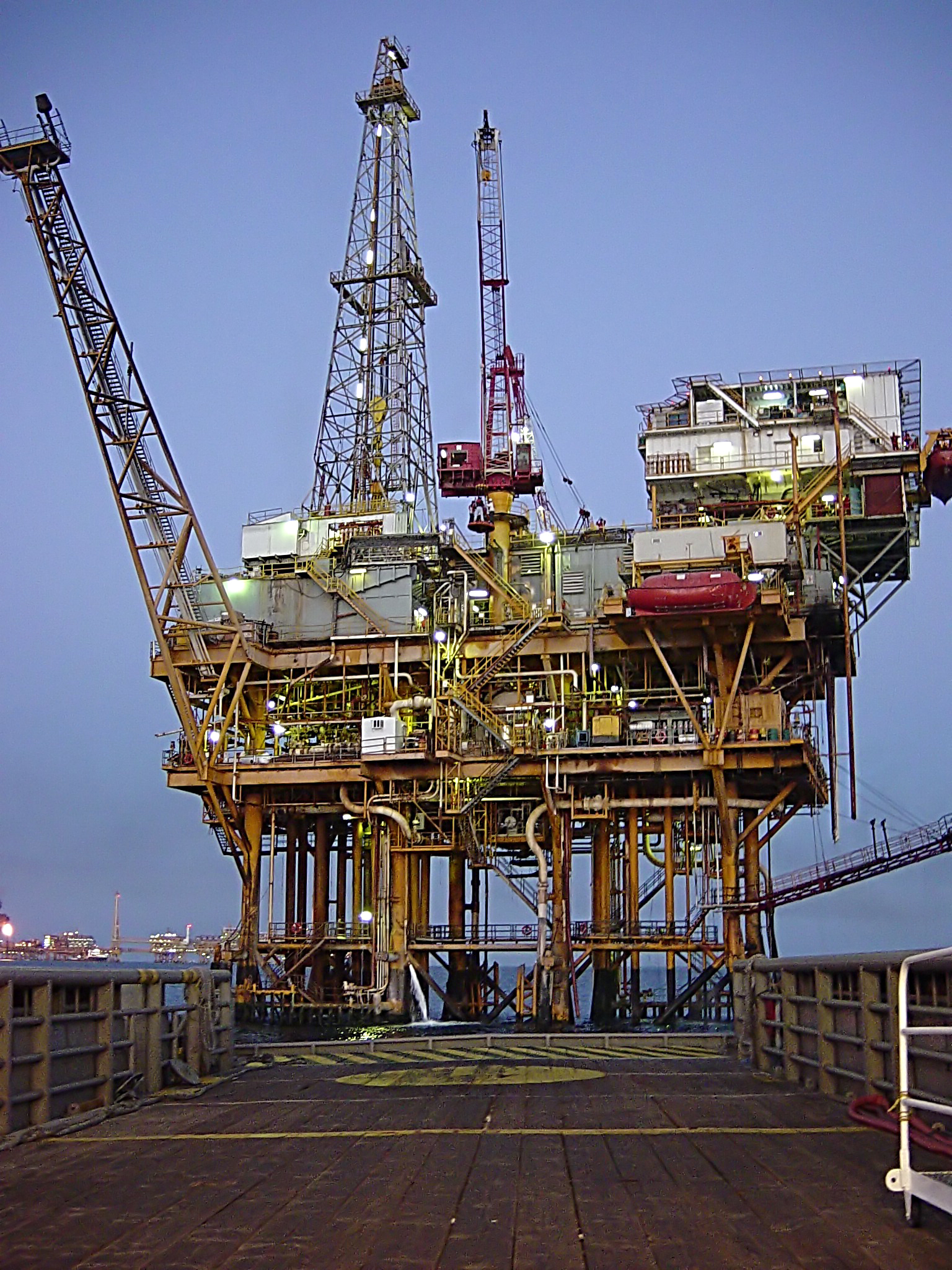
Стаціонарна платформа у Мексиканській затоці

## Загальний опис
З океаном і його найбільш доступною частиною — континентальним шельфом пов'язані перспективи розв'язання таких глобальних проблем людства, як сировинна, енергетична, продовольча, демографічна, транспортна тощо. Практичне освоєння континентального шельфу розпочалося в 60-х роках ХХ століття.
У 1958 році роботи на морських нафтопромислах проводили лише чотири країни світу. У 1960 році пошуки нафти і газу на континентальному шельфі здійснювали 15 країн, а у 1973 році — близько 100 країн проводили пошуково-розвідувальні роботи і 25 з них уже видобували нафту і газ на морі. У 1984 році понад 40 держав добували нафту і газ із дна морів і океанів і більше 140 здійснювали їх пошуки. Ще на початку 70-х років тисячі нафтових свердловин були розсіяні по Атлантичному океану, від Північного моря до Мексиканської затоки, захоплюючи також води Західної Африки, Аргентини, Бразилії, Колумбії. Разташовувались вони по краю континентального шельфу на глибині 200 метрів або дещо більшій. Нафтопромисловики називають підводні розробки нафти і газу англійським словом offshore. Станом на 2010 р. в світі працювало понад 620 мобільних офшорних бурових установок.
У 1967 році свердловини відкритого моря дали 16 % усієї видобутої на Землі нафти, у 1972 році їх продукція складала 25 %., а на початку 80-х років ця частка складала приблизно 30 %, і прогнозувалось, що до 2000 року наблизиться до 50 %. Деякі країни (Велика Британія, Нідерланди, Норвегія) повністю задовольняють свої потреби в нафті за рахунок морських нафтопромислів.
У 70-х роках підводна розвідка на нафту і газ значно активізувалася, особливо в північних морях, що обумовлено в першу чергу появою технічних можливостей і великими перспективами нафтогазоносності цих районів. Після відкриття перспективних родовищ нафти і газу в Північному морі, почалася розвідка в інших районах шельфу Європейського континенту. Великі надії покладалися на Індійський океан, вважалося, що поруч з Північно-Західним узбережжям Австралії залягає одне з найбільших у світі родовищ природного газу.
Були розроблені і почали використовуватись в світовій практиці нові інженерні рішення, які розширили технологічні можливості для буріння свердловин і добування нафти й газу в акваторіях морів. Крім занурених бурових установок (ЗБУ) застосовуються насипні острови, естакадні бурові установки, платформні стаціонарні бурові установки та інші.

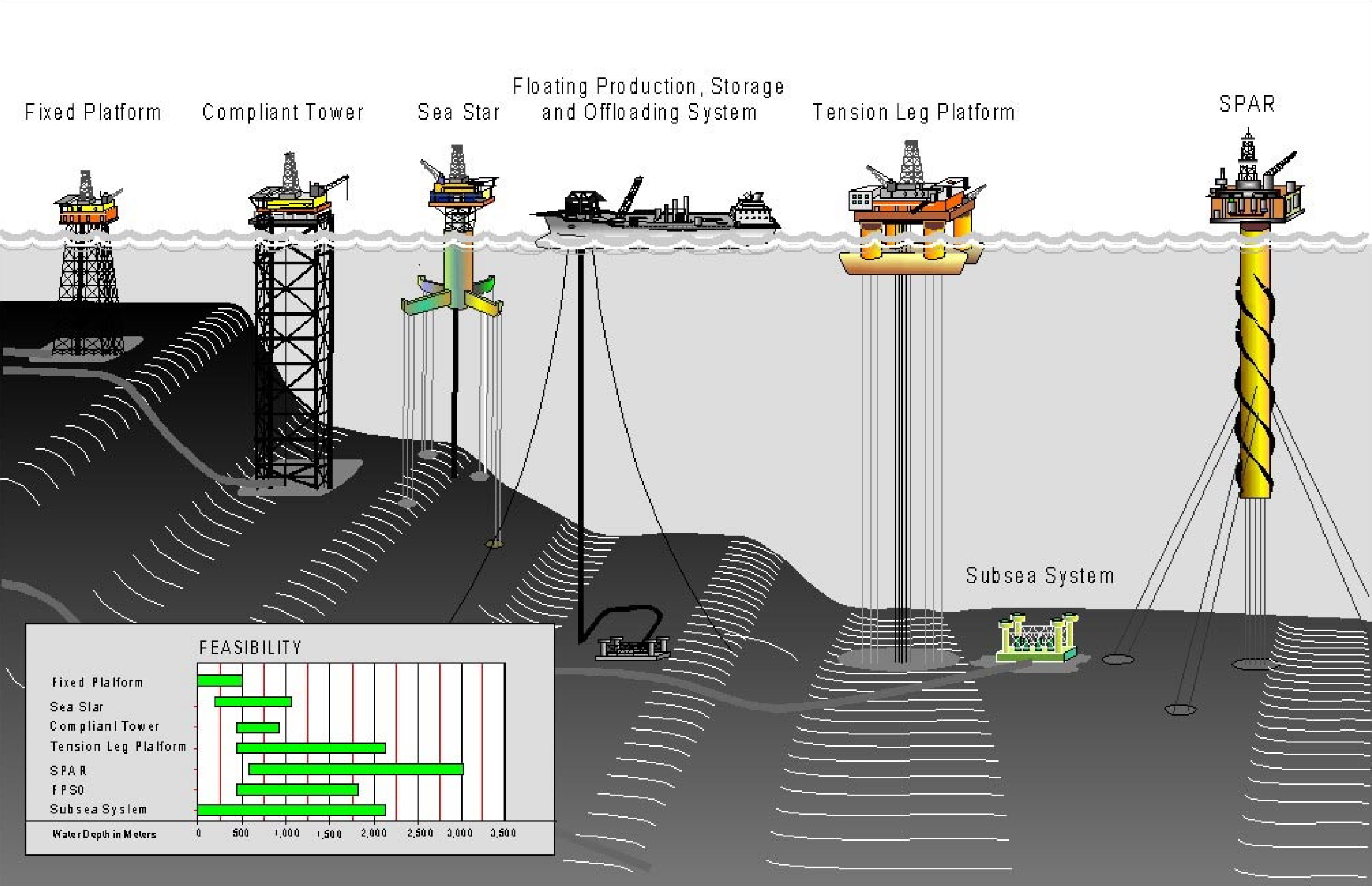
Порівняння систем морського буріння.

Для видобутку нафти і газу на морських родовищах, переважно, використовують наступні технічні засоби:
– бурові платформи, з яких бурять свердловини;
– трубопроводи, що зв'язують свердловину із сушею;
– наземні об'єкти для переробки та зберігання нафти.
Часто родовища розташовуються недалеко від берега, на шельфі — розташованій під водою частині материка, що обмежена берегом і брівкою — чіткою лінією вздовж якої глибина вод різко збільшується. Глибина вод над брівкою варіюється в досить широкому діапазоні від 100 до 1500 метрів.
Спосіб буріння, як правило, вибирають залежно від глибини. На невеликій глибині часто споруджують невеликі майданчики під бурове і експлуатаційне обладнання (морські платформи), з яких і бурять морські свердловини. Таким способом нафта добувалася на Каспійських родовищах. Але використання цього способу є досить ризикованим в холодних водах. Існує небезпека зіткнення плаваючих крижин з морськими платформами, що може призвести до серйозних пошкоджень. Подібний випадок стався в 1953 році, тоді крижаний масив знищив половину всіх нафтовидобувних свердловин в Каспійському морі.
Рідше застосовується технологія осушення прибережної зони, суть якої полягає в оточенні певної невеликої ділянки дамбами з по-дальшим відкачуванням води з цієї ділянки.
Можна бурити похило-спрямовані свердловини з суші, якщо родовище знаходиться недалеко від берега. Подібна свердловина була пробурена в 2008 році корпорацією Exxon Mobil в районі о. Сахалін. Протяжність стовбура свердловини склала 11680 м. Буріння проводили спочатку вертикально, а потім горизонтально, в напрямку родовища, яке знаходилось під морським дном.
При великих глибинах вод застосовують складніші технології морського буріння. Так, при глибині до 40 метрів застосовують стаціонарні бурові платформи, якщо глибина сягає 80 метрів використовують плавучі бурові установки з опорами. При глибинах моря від 80 до 300 м бурять з плавучих бурових установок, які стабілізуються якірною системою, що утримує судно над гирлом свердловини при будь-якій силі й напрямку вітру і морської течії. При глибинах моря більших 250—300 метрів, коли якірна система стабілізації плавучих бурових установок неприйнятна, застосовують динамічну систему стабілізації.
Система динамічної стабілізації не забезпечує нерухомість плавучої бурової установки, але обмежує її дрейф від свердловини в радіусі, при якому вигин бурильної колони не викликає появи небезпечних для її міцності напружень. При великих глибинах використовують бурові судна. Рекорд буріння в глибоких водах був встановлений компанією Transocean і ChevronTexaco на судні Discoverer Deel Seas в 2004 році, коли було розпочато буріння в Мексиканській затоці при глибині моря 3053 метри.
Північні моря відрізняються складними умовами, тому там частіше використовуються стаціонарні бурові платформи, які утримуються під водою завдяки важким основам.
На сучасних платформах можна переміщувати бурові установки для буріння максимальної кількості свердловин з мінімальними витратами. Завдання інженерів при проектуванні полягає в розміщенні максимальної кількості високотехнологічного обладнання на мінімальній площі. Для того, щоб уникнути впливу різних природних умов, таких як морози, крига або хвилі, бурове обладнання можна встановлювати на морському дні.
Гравітаційна морська бурова платформа будується в глибоководних затоках і буксирується до місця експлуатації. Крім буріння, вона призначена також і для видобутку та зберігання нафти й транспортування її танкерами до місць переробки. На морському дні платформа утримується завдяки своїй великій масі.
Коли родовище розроблено, всі свердловини консервують, пристрої від'єднують від гирла свердловини, гравітаційну платформу відривають від морського дна і буксирують до нової точки. Це великий плюс порівняно з морськими стаціонарними платформами, що залишаються на місці розробки родовища назавжди.
Самопідйомні плавучі бурові установки (СПБУ) відрізняються достатнім запасом плавучості, що дозволяє їх транспортування разом з буровим обладнанням, інструментом і необхідним запасом витратних матеріалів. На дно СПБУ встановлюють за допомогою спеціальних механізмів і опор. Корпус піднімають вище рівня води так, щоб виключити вплив хвиль. Способи монтажу превенторних пристроїв і з'єднання гирла свердловини з платформою аналогічні морським стаціонарним платформам. Обсадні колони, підвішені під столом ротора, забезпечують більш надійну експлуатацію. Після того, як буріння та освоєння розвідувальної свердловини завершено, встановлюють ліквідаційні мости і обрізають всі обсадні колони нижче рівня дна моря.
Напівзаглиблені плавучі бурові установки (НЗБУ) доставляють на місце буріння буксирними суднами і утримують якірною системою протягом усього періоду буріння і випробування свердловини. На місці понтони, з'єднані з корпусом стабілізуючими колонами, заповнюють необхідною кількістю води для затоплення установки на розраховану глибину. Таким чином, знижується вплив хвиль на установку. Відсутність жорсткого кріплення до дна і, як наслідок, схильність до хитавиці унеможливлює використання водовідділюючої колони (направлення). Тому для зв'язування гирла з НЗБУ використовують телескопічне з'єднання з герметизуючим вузлом і герметичні шарнірні з'єднини.
Коли свердловина побудована і готова до експлуатації, НЗБУ знімають з якорів і буксирують на нове місце.
СПБУ для невеликих глибин (шельф) будувалися в кінці 70-х — початку 80-х років ХХ ст. і протягом останніх 35 — 40 років не створювалися у зв'язку зі зміщенням районів потенційного морського нафтовидобутку і, відповідно, пошуково-розвідувального буріння, в глибоководні райони. Так як СПБУ для невеликих глибин виконували роботи в прибережних районах на невеликій відстані від берегових баз постачання, то вони мають відносно малі запаси та змінне навантаження.
На СПБУ споруджених в останні роки для великих глибин, щоб не здорожувати транспортну систему постачання установок, величина змінного навантаження та кількість запасів, що визначають автономність установки, приймають в 2,5–3,5 рази ббільшими, порівняно з СПБУ для невеликих глибин.
Бурове судно (БС) — найбільш мобільна бурова установка, що дозволяє проводити буріння в найбільш глибоководних місцях. БС включає в себе все необхідне бурове і допоміжне обладнання та необхідний запас витратних матеріалів. На точку буріння судно йде своїм ходом, розвиваючи швидкість до 15 вузлів на годину. Для утримання над точкою буріння використовують динамічну систему позиціонування. Вона складається з декількох (п'яти) підрулюючих гвинтів і двох ходових, які постійно перебувають в роботі.
Превенторное обладнання кріпиться до морського дна, коли БС вже зафіксовано на точці буріння. Воно пов'язане з гирлом свердло-вини з допомогою водовідділюючої колони, двох шарнірних з'єднань і телескопічного з'єднання для компенсації зміщень судна в процесі буріння.
Судна, призначені для пошукового буріння нафтових свердло-вин на дні океанів, являють собою плавучу платформу. Одне з таких суден — «Іль-де-Франс» — має довжину 50 метрів і водотоннажність 500 тонн. Судно «Іль-де-Франс» стало до ладу з січня 1966 року. Це судно з коротким і широким корпусом, приблизно трикутної форми, нафтовидобувники називають баржею. Платформа розміщується на чотирьох металевих опорах (ґратчасті конструкції типу Ейфелевої вежі) висотою до 60 метрів та ще приблизно такої ж висоти досягає бурова вежа.
Різні бурові установки виникли внаслідок різних умов і використання різних технологій на різних глибинах акваторій. Так, наприклад, плавучі установки напівзаглиблювального типу використовуються для буріння на глибинах до 300 м, у той час як самопіднімальні бурові установки — лише до 120 м.
При глибинах до 1500 метрів використовують бурові судна, що відрізняються більшою маневреністю і швидкістю переміщення, а головне, більшою автономністю. Запас необхідних витратних матеріалів дозволяє проводити буріння свердловин без довантаження. А висока швидкість забезпечує можливість швидкого перебазування.
Однак на відміну від НЗБУ, БС більше схильні до хитавиці, що дещо обмежує їх працездатність. Допустимі значення вертикальної качки для БС — 3,6 м, а для НЗБУ — 5 м. Так як завдяки частковому зануренню нижніх понтонів НЗБУ їх вертикальне відхилення становить лише 20 — 30 % від висоти хвилі, буріння з них можна здійснювати при значно більшому хвилюванні моря, ніж при бурінні з БС.
Новітні розробки в галузі підводного видобутку нафти представлені підводними експлуатаційними комплексами, що мають нормальні атмосферні умови для роботи операторів. Всі необхідні матеріали та обладнання доставляються суднами постачання.
Існує три способи буріння в умовах арктичних морів: з плавучого судна, з крижини, з встановленої на дні платформи, здатної протистояти дії льоду. При відсутності потужної льодової основи, з якої можна було б здійснити буріння, і значних глибинах використовуються масивні плавучі кесонні конструкції, здатні функціонувати тривалий час без людини і протистояти дії хвиль, течій, льоду і вітру. Для розколювання великих крижин і айсбергів використовують допоміжні судна. Якщо відведення айсберга утруднено, конструкція від'єднується від дна і відводиться вбік за допомогою підрулюючих пристроїв.
Ведення бурових робіт у глибоководних районах моря є надзвичайно складною проблемою. Разом з тим саме в цих зонах розташовані найбільш перспективні у геологічному відношенні структури.
Перша спроба буріння в цих районах за допомогою звичайного заякорюваного бурового судна була здійснена в 1971 році і виявилась невдалою. В 1973 році французька нафтова компанія спільно зі своєю канадською філією зробила успішну спробу буріння розвідувальних свердловин між півостровом Лабрадор і Гренландією при глибині моря 183 метри. Було використано судно «Пелікан», обладнане системою динамічного позиціонування над точкою робіт. Судно довжиною 149 метрів і водотоннажністю 15,5 тис. тонн було побудоване в 1972 році голландською фірмою «ІНС» спеціально для робіт в суворих умовах Північного моря. Воно спроможне вести буріння при глибинах моря до 300 метрів, силі вітру до 100 м/год і амплітуді бортової качки 10°.
Одна з найбільших у світі морська платформа для видобутку газу — платформа «Троль»: висота ноги-опори платформи 369 м, кількість опор — 4, обслуговує 39 свердловин глибиною до 1500 м на родовищі «Поле Тролей» в Північному морі.
Перспективи освоєння глибоководних родовищ вуглеводнів до глибин 600—900 м пов'язані з використанням платформ на натяжних опорах, які кріпляться до забитих в дно моря паль за допомогою пучка труб (ланцюгів або тросів). За 1997—1998 роки на світовий ринок поставлені 54 мобільні морські бурові установки. У 2000 році кількість установок для буріння на шельфі становила 153.
Платформа «Гібернія» неподалік від узбережжя Ньюфаундлена (Канада) видобуває нафту з глибини 80 м. Її фундамент побудовано з 450 тис. т залізобетону і здатний витримати натиск айсберга вагою в 1 млн т. Запланований термін роботи «Гібернії» 18 років закінчився в 2015 році.
Платформа Рам-Пауелл, збудована фірмами Shell Oil, Amoco i Exxon, веде видобуток нафти у Мексиканській затоці. Платформа має 46 ярусів, встановлена на палях, вбитих у морське дно на глибині 980 м. Вона здатна протистояти 22-метровим хвилям і ураганним вітрам швидкістю до 225 км/год.
На родовищі Марлім біля узбережжя Кампос (Бразилія) розташована одна з найглибших нафтових свердловин на дні моря — 1709 м. Використані підводні човни з дистанційним керуванням для встановлення видобувного устаткування на дні моря. Нафту можна перекачувати на шельфову платформу або на транспортний танкер, який утримується над свердловиною на «мертвому якорі». Ця технологія має перспективи застосування на глибинах до 3 тис. метрів.
Поступове збільшення розмірів платформ призвело до необхідності перегляду їх конструкції, тому розробники з Kerr-McGee (США) створили проект плавучого об'єкта з формою навігаційної віхи. Конструкція являє собою циліндр, в нижній частині якого розміщується баласт. Днище циліндра прикріплюється до донних анкерів. Таке рішення дозволило будувати щодо надійні платформи гігантських розмірів, призначені для робіт на надвеликих глибинах.

## В Україні
Надра півдня України здавна відомі як вмістилище природних вуглеводнів. Про це свідчать, зокрема, амфори з нафтою в могильниках Босфорського царства (4 — 2 тис. років до н. д.), знайдені на Керченському півострові.
Відкриття у 60-х роках ряду родовищ вуглеводнів у рівнинному Криму спонукало до пошупошуків нафти і газу в прилеглих шельфах Чорного та Азовського морів. Геологічні прогнози, які базувалися на аналізі структурних та літолого-фаціальних умов нафтогазонагромадження в рівнинному Криму та Присивашші, дозволили оптимістично оцінити надра цих акваторій.
На початок 70-х років на північно-західному шельфі Чорного моря сейсмічними дослідженнями було підготовлено ряд структур під глибоке буріння, а в 1975 році на піднятті Голіцина зі свердлови-ни № 7 отримано перший фонтан газу на Чорноморському шельфі України. Почався новий етап нафтогазопошукових робіт, на якому важливу роль відігравали дослідження в акваторіях. У 1976 році одержано приплив газу із свердловини № 1 Північно-Керченська в Азовському морі.
З 1970 по 1980 роки у північно-західній частині шельфу Чорного моря геофізичними методами було виявлено близько 40, а на шельфі Азовського моря — 20 перспективних структур. Створюється спеціалізована установа для пошуково-розвідувального буріння на шельфі Чорного моря (тепер ДВП «Чорноморнафтогаз»).
На Чорноморському шельфі на теперішній час вже відкрито сім, у тому числі чотири середніх, а на Азовському — сім газових та газоконденсатних родовищ. Функціонує морський газопровід.
Проектуванням нафтових морських платформ та інших компонентів морського нафто- і газовидобутку в Україні за часів СРСР займалося ЦКБ «Корал» (м. Севастополь).